# Lockhart (South Carolina)
Lockhart is een plaats (town) in de Amerikaanse staat South Carolina, en valt bestuurlijk gezien onder Union County.

## Demografie
Bij de volkstelling in 2000 werd het aantal inwoners vastgesteld op 39.
In 2006 is het aantal inwoners door het United States Census Bureau geschat op 502, een stijging van 463 (1187.0%).

## Geografie
Volgens het United States Census Bureau beslaat de plaats een oppervlakte van
0,6 km², waarvan 0,4 km² land en 0,2 km² water. Lockhart ligt op ongeveer 68 m boven zeeniveau.

## Plaatsen in de nabije omgeving
De onderstaande figuur toont nabijgelegen plaatsen in een straal van 24 km rond Lockhart.